# Quartu Sant'Elena
Quartu Sant'Elena är en ort och kommun i storstadsregion Cagliari, innan 2016 provinsen Cagliari, i regionen Sardinien i Italien. Kommunen hade 70 879 invånare (2017).